# Let’s Make Money
Let’s Make Money ist ein österreichischer Dokumentarfilm von Erwin Wagenhofer aus dem Jahr 2008. Der Film handelt von verschiedenen Aspekten der Entwicklung des globalen Finanzsystems. 2009 wurde der Film mit dem Deutschen Dokumentarfilmpreis ausgezeichnet.

## Inhalt

### Gliederung
Der Film ist in 12 Kapitel gegliedert:
| 1. Lassen Sie Ihr Geld arbeiten 2. Investitionsland Indien 3. Chancen auf den Emerging Markets 4. Von langer Hand geplant (über die Mont Pelerin Society) 5. Steigende Guthaben – Steigende Schulden 6. Überlebensgrundlage |  | 1. Enteignung der Gemeinschaft 2. Im Namen der Freiheit 3. Steigende Gewinne – Sinkende Löhne 4. Gewinne für wenige – Verluste für alle 5. Wie lange können wir uns die Reichen noch leisten? 6. Selektionsmechanismen |

### Personen
Im Film kommen reiche Manager, Investoren und zahlreiche prominente Vertreter der Wirtschaft und der Banken zu Wort, aber auch Wirtschaftsexperten und Universitätsprofessoren sowie einfache Obdachlose und Arbeiter. Einige Beispiele:
- Mark Mobius erklärt im Film die Schwellenmärkte. Er selbst ist Fondsmanager, der ein Finanzvolumen von schätzungsweise 50 Milliarden Dollar verwaltet. Im Film ist seinen Aussagen zu entnehmen, dass er Geld in Entwicklungsländern investiert, um durch gezielte Ausbeutung einen Profit zu erzielen.
- Mirko Kovats, ein Investor, der zu den 15 reichsten Österreichern zählt, wird im Film bei einer Inspektion einer indischen Firma gezeigt. Dort tätigt er höchst kontroverse Aussagen zu den Arbeitsbedingungen seiner indischen Mitarbeiter und den Arbeitern in Indien allgemein.
- Gerhard Schwarz, ehemaliger Leiter der Wirtschaftsredaktion der Neue Zürcher Zeitung spricht über die Gründung der Mont Pelerin Society und deren Einflussnahme auf die Politik.
- Terry le Sueur: Der Finanzminister von Jersey erklärt die Entwicklung der Insel Jersey von einer agrar- und tourismuslastigen Wirtschaft hin zu einem internationalen Finanzzentrum und einer der größten Steueroasen.
- Hermann Scheer, SPD: Mitglied des deutschen Bundestages, Kritiker des momentanen Finanzsystems.
- John Perkins: Globalisierungskritischer Bestsellerautor, erzählt von Amerikas Eingriffen in die Politik anderer Länder aus Wirtschaftsinteressen.[1]

### Zitate
Folgend einige ausgewählte Zitate aus dem Film:

„Es gab einen berühmten Ausspruch, dass die beste Zeit zu kaufen ist, wenn das Blut auf den Straßen klebt. Ich füge hinzu: Auch wenn es dein eigenes ist. Denn wenn es Krieg, Revolution, politische Probleme und Wirtschaftsprobleme gibt, dann fallen die Preise von Aktien, und jene Leute, die an diesem Tiefpunkt kauften, haben jede Menge Geld gemacht.“

„Spanien ist eines der Länder, wo die Immobilienblase sich in den letzten 5 Jahren am intensivsten entwickelt hat. Man kann von einer gewaltigen Verstädterung in einem Zement-Tsunami sprechen, der die Küste und die Inseln überrollt. … Von der gesamten Küste ist der erste Kilometer des Küstenstreifens bereits zu 80 % verbaut.“

„Hier schreit keiner nach dem Staat, hier ist Selbsthilfe angesagt. Hier geht’s nur um die Wirtschaft.“

## Stilmittel
Die Handlung im Film wird durch Interviews und eingeblendete Textzeilen vorangetrieben. Dazwischen verdeutlichen künstlerische Stilelemente das Geschehen. Zu Beginn werden etwa die konzentrierten Augen einer Näherin gezeigt, welche anscheinend bis in die Nacht hinein arbeitet. In der nächsten Szene wird Mark Mobius gezeigt, der in einem Fitnessstudio auf dem Laufband die Wirtschaftsnachrichten liest. Die Kamera ist zeitweise in Nahaufnahme auf seinem Handgelenk und auf seiner teuren Uhr. In einer anderen Szene beschreiben Mirko Kovats und eine Universitätsabsolventin der Wirtschaftswissenschaften aus Indien parallel zueinander die Wirtschaftslage in Indien. Dazwischen wird ein großes Werbeplakat für den „Millionaire’s Club“ gezeigt, welches mitten in den Slums aufgebaut ist.
Direkte Kommentare der Filmemacher zu dem Gezeigten gibt es nicht, es werden jedoch die Überschriften und Handlungsorte eingeblendet sowie die übersetzten Meinungen der interviewten Personen, vereinzelt auch ausgewählte Zahlen. In einer Anfangsszene sieht man z. B. wie Arbeiter in Ghana Gold in einen Helikopter verladen, das in die Schweiz gebracht wird, wo es eingeschmolzen wird. Eine im Anschluss an die Szene eingeblendete Textzeile besagt: „Verteilung: 3 % für Afrika 97 % für den Westen“. Überdies wird in der Dokumentation die Technik der Parallelmontage mehrfach angewandt.
Sowohl im Trailer zum Film als auch im Film selbst wird durch einen Übersetzungsfehler behauptet, es lägen 11,5 Trillionen Dollar an Privatvermögen weltweit in den verschiedenen Steuerparadiesen. Das englische Wort „trillion“ für Billion wird hier fälschlicherweise als Trillion übersetzt. Lediglich aus der anschließenden Vergleichsrechnung, dass bei einer unterstellten Rendite von 7 % und einer Besteuerung der Rendite von 30 % ein jährlicher Schaden von etwa 250 Milliarden Dollar als Steuermindereinnahmen weltweit entstehe, geht die tatsächliche Größenordnung hervor.

## Produktion und Auswertung
| Datum         | Besuche | Kopien |
| ------------- | ------- | ------ |
| 2. November   | 15.325  | 28     |
| 9. November   | 42.220  | 38     |
| 16. November  | 69.534  | 38     |
| 23. November  | 91.929  | 61     |
| 30. November  | 110.509 | 59     |
| 7. Dezember   | 125.114 | 60     |
| 14. Dezember  | 135.702 | 50     |
| 21. Dezember  | 147.801 | 50     |
| 28. Dezember  | 153.946 | 18     |
| 4. Jänner     | 156.938 | k. A.  |
| 1. Februar    | 165.351 | k. A.  |
| 1. März       | 187.241 | k. A.  |
| 1. April 2009 | 191.526 | k. A.  |

Gedreht wurde im Frühjahr 2007 unter anderem in Österreich, Deutschland, Großbritannien, Spanien, Singapur, Indien, Burkina Faso, in den USA und in der Schweiz.
Kinostart war am Weltspartag, der in Deutschland am 30. Oktober 2008 begangen wurde, in Österreich am 31. Oktober. In der Deutschschweiz lief der Film am 22. Januar 2009 an. Der Verleih erfolgt in Österreich durch Filmladen, in Deutschland durch DELPHI Filmverleih und in der Schweiz durch Frenetic Films. Die Weltvertriebsrechte hält Celluloid Dreams.
In Österreich startete der Film mit 28 Kopien und erreichte am Eröffnungswochenende (Freitag, 31. Oktober, bis einschließlich Sonntag, 2. November) als dritterfolgreichster Film des Wochenendes 15.325 Besucher. Bis Jahresende besuchten 155.409 Personen den Film. Die Anzahl der zeitgleich im Umlauf befindlichen Filmkopien erreichte nach drei Wochen mit 61 Kopien ihren Höchststand.
In Deutschland erreichte der Film bis Ende Januar 179.480 Kinobesuche.

## Kritiken
Die Kritiken am Film teilen sich je nach Erwartungshaltung der Kritiker von positiv bis negativ. Positive Kritiken erhält der Film vor allem von jenen, die die vereinfachte und kontrastreiche Darstellung der Finanzwelt und ihrer Ungerechtigkeiten gutheißen. Negative Stimmen kritisieren zum einen genau diese Vereinfachung, die der Komplexität der Finanzwelt nicht gerecht werde. Zum anderen Teil wird bemängelt, dass der Film keine Antworten auf die Fragen, die Wagenhofer in diesem Film aufwerfe, gebe. Manche Kritiker erkennen durch die vereinfachte Darstellung der Inhalte auch die Botschaft an den Zuschauer, dass „immer die anderen“, „die da oben“, Schuld seien und der „kleine Mann“ im Gegensatz zu We Feed the World nicht mit dem Gefühl aus dem Kino gehe, er selbst mit seinem „bescheidenen Aktienportfolio“ könne etwas daran ändern.
- Zu jenen Kritikern, die die Einfachheit des Filmes als seine Stärke sehen, gehört unter anderen die Berliner Zeitung:

„Natürlich wäre es gemein, Erwin Wagenhofer einen der großen Profiteure der gegenwärtigen Börsen-Räude zu nennen. Der Österreicher hat seinen Dokumentarfilm ‚Let’s make money‘ vor drei Jahren schließlich mit dem erklärten Ziel begonnen, die Perversionen globaler Geldströme bloßzustellen. Inzwischen haben sich diese Geldströme von ganz alleine bloßgestellt. Und so kommt Wagenhofer nun pünktlich zum Weltspartag mit einer Dokumentation in die Kinos, die so etwas wie der Film zur Finanzkrise werden könnte. […] Wagenhofer dokumentiert das, was er den modernen Goldraub nennt, mit einer Bildsprache, die stark an die Sendung mit der Maus erinnert. Dieser kindliche Blickwinkel ist jedoch keineswegs eine Schwäche, sondern die große Stärke dieses Films. In jenem – selbst für interessierte Menschen – nicht mehr zu überblickenden Gewimmel aus Offshoremarkets, Cross-Border-Leasings und Private Equity Fonds sind es nämlich die einfachen, man möchte fast sagen, die naiven Fragen, die Erhellendes zu Tage fördern. Wagenhofer erklärt die Welt in einem monumentalen Aufklärungsfilm.“

- die tageszeitung hingegen sah genau in dieser Einfachheit die größte Schwäche des Films, der ihrer Ansicht nach Hintergründe und Antworten schuldig bleibe und daher keine neue Erkenntnis bringe:

„[…] Wagenhofer geht noch von der Prämisse eines ungebrochenen Selbstvertrauens unter Fondsmanagern und Großinvestoren aus, für die es keinerlei Zweifel an den segensreichen Kräften des Neoliberalismus geben kann. […] Daß in Zeiten der Krise der derart geschmähte Staat als letztes Auffangnetz vor der Pleite selbst unter Hayek-Anhängern wieder angesagt sein kann, ist eine Erkenntnis, die vom Film nicht mehr eingeholt wird. […] In der Hingabe an die schiere Materialfülle reduziert er sein Anliegen auf immer dieselbe Botschaft: Der Westen vermehrt seinen Reichtum auf Kosten der sogenannten Dritten Welt, die neoliberalen Profiteure privatisieren die Gewinne und sozialisieren ihre Verluste. Beides ist gewiss zutreffend, nur als Erkenntnis nicht sonderlich originell. Mehr noch, die eigentlich entscheidenden Fragen bleiben ausgeblendet: wie es so weit kommen konnte und welche Rolle wir – die westliche Gesellschaft – in dem Ganzen spielen. […] ‚Schuld‘ sind, so suggeriert es der Film, immer nur die anderen, nie der kleine Mann respektive die kleine Frau mit ihrem bescheidenen Aktienportfolio.“

- Ähnliche Kritik brachte die Wochenzeitung Freitag vor. Diese bemängelte etwa, dass der Film seine Beispiele nicht vertieft oder analysiert. Er begnüge sich damit, „eine diffuse kritische Grundstimmung zu verbreiten, die weder investigative noch polemische Energie mobilisiert“. Die Episoden stünden „fast anekdotisch und einigermaßen unverbunden nebeneinander“.[22] In einer anderen Kritik derselben Zeitung wird bemängelt, dass der Film nie „über das Kritikstadium hinaus“ ginge und der „politische Erkenntnisgewinn“ daher gering bleibe. Denn, dass die Welt ungerecht sei, „wussten wir schon vor Let’s Make Money“. Der Film werfe „viele Fragen auf, Antworten bleibt er dagegen schuldig“.[23]
- Dem Vorwurf, dass Wagenhofers Beispiele „beliebig“ seien  – so etwa der Vorwurf der tageszeitung (siehe oben) – entgegnete Die Zeit mit der Feststellung, dass Let’s Make Money wie We Feed the World über ein „geschlossenes Argumentationssystem“ verfüge: „Ohne demagogische Überwältigung, aber mit dem sicheren Gespür für teils fast unglaubliche Pointen. Ihr Preis ist die Vereinfachung komplexer Zusammenhänge, ohne die das politische Aufklärungskino, will es erfolgreich sein, heutzutage scheinbar nicht mehr auskommt. Die analytischen Lücken füllen dicke Konvolute von Zusatzmaterialien oder Diskussionsveranstaltungen mit Organisationen wie Attac oder Fairtrade“. In der Folge wird die heute verbreitete populistische Machart von Dokumentarfilmen hinterfragt und auf Michael Moore, „der das Genre zum Blockbuster formte“, „Klimaschutz-Prediger“ Al Gore und Hubert Saupers „präparierten“ Viktoriabarsch verwiesen, um anschließend mit den Worten Georg Seeßlens festzustellen: „‚Die schönsten Dokumentarfilme stammen von Menschen, die einen Wunsch haben, die hässlichsten von Menschen, die eine Überzeugung haben, und die aufrichtigsten von Menschen, die sich der Welt mit nichts als Geschmack, Neugier und Methode nähern.‘ Erwin Wagenhofer erfüllt alle drei Kriterien. Das immerhin unterscheidet ihn von den meisten anderen Politfilmern dieser Tage.“[24]
- Der Frage der Unterscheidung des Dokumentarstils von Wagenhofer am Beispiel Michael Moores widmete sich auch die tageszeitung in einem anderen Artikel und lobt in diesem Zusammenhang ebenfalls Wagenhofer aufgrund seines nüchternen Stils im Vergleich zum polemisierenden Moore:

„Wagenhofer stellt einige besonders absurde und für die betroffenen Staaten katastrophale Auswüchse des Neoliberalismus vor. […] Wagenhofer montiert oft zu extremen Kontrasten. […] Wagenhofer arbeitet ohne Kommentar im Off und muss deshalb zwangsläufig viele Experten auffahren, die die extrem komplexen Zusammenhänge analysieren. Das sind in den 110 Minuten sicherlich einige sprechende Köpfe zu viel […] Angenehm ist sein nüchterner Grundton, der die verheerende Diagnose viel eindrucksvoller vermittelt, als andere Politdokumentationen der letzten Zeit, die im Stil von Michael Moore polemisieren. Hier spricht dagegen John Perkins ganz ruhig darüber, dass er als so genannter Wirtschaftskiller Staaten in Afrika, Asien und Lateinamerika korrumpierte, und dass nach ihm die Schakale kamen. Der so freundlich darüber plaudernde Herr ist viel eindrucksvoller als die Montage von Nachrichtenbildern aus den genannten Krisenherden, die ein Dokumentarfilmer hier eingesetzt hätte, der seinem eigenen Material nicht vertraut.“